# Albert Kuchler
Albert Kuchler (* 30. November 1998 in Bad Kötzting) ist ein deutscher Skilangläufer.

## Werdegang
Kuchler, der für den SpVgg Lam startet, nahm von 2013 bis 2018 vorwiegend an U18 und U20-Rennen im Alpencup teil. Bei den Junioren-Weltmeisterschaften 2017 in Soldier Hollow belegte er den 34. Platz über 10 km Freistil, den 13. Rang im Skiathlon und den vierten Platz mit der Staffel und bei den Junioren-Weltmeisterschaften 2018 in Goms den 20. Platz im Skiathlon, den 16. Rang über 10 km klassisch und den fünften Platz mit der Staffel. Sein erstes Rennen im Alpencup absolvierte er im Dezember 2018 in Valdidentro, welches er auf dem 96. Platz im Sprint beendete. Bei den U23-Weltmeisterschaften 2019 in Lahti kam er auf den 51. Platz im 30-km-Massenstartrennen, auf den 42. Rang im Sprint und auf den 31. Platz über 15 km Freistil und bei den U23-Weltmeisterschaften 2021 in Vuokatti auf den 53. Platz im Sprint, auf den 14. Rang über 15 km Freistil und auf den sechsten Platz mit der Staffel. Zu Beginn der Saison 2021/22 holte er in Ulrichen über 15 km klassisch seinen ersten Alpencupsieg und errang zudem in St. Ulrich am Pillersee den dritten Platz über 15 km klassisch. Daraufhin startete er bei der Tour de Ski 2021/22 erstmals im Weltcup und errang bei der ersten Etappe in der Lenzerheide den 107. Platz im Sprint. Bei der fünften Etappe im Val di Fiemme holte er mit dem 25. Platz im 15-km-Massenstartrennen seine ersten Weltcuppunkte. Bei den Olympischen Winterspielen 2022 in Peking lief er auf den 32. Platz über 15 km klassisch und zusammen mit Janosch Brugger auf den 23. Platz im Teamsprint.

## Siege bei Continental-Cup-Rennen
| Nr. | Datum            | Ort      | Disziplin       | Serie    |
| --- | ---------------- | -------- | --------------- | -------- |
| 1.  | 3. Dezember 2021 | Ulrichen | 15 km klassisch | Alpencup |

## Teilnahmen an Weltmeisterschaften und Olympischen Winterspielen

### Olympische Spiele
- 2022 Peking: 23. Platz Teamsprint klassisch, 32. Platz 15 km klassisch

### Nordische Skiweltmeisterschaften
- 2023 Planica: 3. Platz Staffel, 17. Platz 30 km Skiathlon, 25. Platz 50 km klassisch Massenstart
- 2025 Trondheim: 8. Platz Staffel, 29. Platz 10 km klassisch,  38. Platz 30 km Skiathlon